# Mesopsis alienus
Mesopsis alienus är en insektsart som beskrevs av Boris Petrovich Uvarov 1936. Mesopsis alienus ingår i släktet Mesopsis och familjen gräshoppor. Inga underarter finns listade i Catalogue of Life.